# Großes Walbild
Das Große Walbild ist ein Ölgemälde des deutschen Malers Franz Wulfhagen. Es entstand 1669 und hängt im Rathaus zu Bremen. Mit 3,55 × 9,55 Metern ist es das größte bekannte Gemälde eines Wales.

## Beschreibung
Das Große Walbild von Franz Wulfhagen zeigt über die ganze Länge des Formates und 3⁄6 seiner Höhe eine weitgehend maßstabsgetreue, naturalistische Abbildung eines Nördlichen Zwergwals (Balaenoptera acutorostrata) in Originalgröße – eines auch für heutige Verhältnisse exotischen Tiers. Die Darstellung greift bewusst nicht auf die vormals oft üblichen Abbildungen von Walen als schreckliche Meerungeheuer zurück. Offensichtlich unrealistisch ist einzig die Wasserfontäne, die das auf dem Trockenen liegende Tier ausstößt.
Hinter der Silhouette des am Ufer liegenden Wals ist der Fluss Lesum zu sehen, auf dem ein paar kleine Boote unterwegs sind. Den Hintergrund der Szenerie auf den oberen 2⁄6 der Leinwand bilden der Himmel und die Hohes Ufer genannte Anhöhe der Osterholzer Geest. Die unteren 1⁄6 der Bildhöhe am Fuß des Gemäldes sind mit einer waagerechten Linie abgetrennt, die nur am rechten Rand von der Flosse des Wal überlappt wird. Hier befindet sich in goldenen Lettern auf dunklem Grund die ergänzende Inschrift:
„ANNO 1669. am 8. MAJI ist ein Wallfisch uffm Sande im Leeßmer strohm nahendt dem Leßmer Bruche erschoßen. so zu schiffe gebracht.und am 9. MAJI nach Bremen gefuhret auch folgendts daselbst das fleisch abgeschnitten. und ist die länge dieses fisches befunden vom maul biß ans auge 5 fueß. Vom maul biß zum schwantze 29 fueß. die floßfedern 3 fueß der schwantz in der breite 9 fueß. die dicke in der circumferenz 12 fueß inmaß dier Wallfisch. nach natuerlicher größe abgebildet und deßen zusamen gehefftete gebein alhie zur gedächnüß auffgehangen worden 28. Junii Anno 1669.“

## Hintergrund (Der Wal in der Lesum)
Am 8. Mai des Jahres 1669 gelangte ein weiblicher Zwergwal von über 9 Metern Länge und 3 Metern Umfang in die Einmündung der Lesum zur Weser und wurde von Bremer Walfängern erlegt. Vermutlich befand sich das Tier auf Nahrungssuche und war Lachsen stromaufwärts gefolgt.
Im Nordischen Merkur vom 10. Mai 1669 hieß es dazu:
„Es ist gestern / nahe bei hiesiger Stadt / in einem Flusse / Lessum genanndt / welcher ein Arm aus der Weser ist / ein Wallfisch / dessen Länge 29 Fuß ist / geschossen / und heute vor diese Stadt gebracht worden. Alles Stadtvolk läuft dahin / selbigen zu sehen.“
Peter Koster schrieb in seiner Chronik des 17. Jahrhunderts:
„Anno 1669, den 8ten Maii, wurde in dem Munde der Leeßum oben den Fegesack gefangen ein großer Finfisch, 29 Fuß lang und zimlich dicke, so mit einer Kugel durchschossen, folgends todtgeschlagen worden. Er wurde in einem Praam nacher Bremen geführt, von seinem Speck einige Tonnen Trahn gebrandt, die Knochen aber zierlich wieder zusammengefüget und oben aufs Rahthaus an einer Stange gehangen, woselbst er auch, nach dem Leben eigentlich abgemahlet, zu sehen an der Wand, dahin die Leser verweise.“
Durch die zunehmende Versandung war die Wassertiefe der Unterweser im 17. Jahrhundert so gering, dass Seeschiffe oft nur bei Flut bis nach Bremen gelangen konnten. Darüber hinaus war der Flusslauf vor der Weserkorrektion Ende des 19. Jahrhunderts noch von zahlreichen Seitenarmen, Inseln und Sandbänken durchzogen, so dass ein Wal hier leicht Gefahr lief sich zu verirren und bei gezeitenbedingtem Niedrigwasser leichte Beute zu werden. Im Laufe der Jahre gelangten mehrfach Wale in die Weser und ihre Nebenflüsse. So wurde z. B. 1608 bei Lesumbrook ein Wal gefangen und erlegt, ein weiterer strandete 1670 bei Lemwerder.
Der Wal des Jahres 1699 erlangte jedoch besondere Bedeutung, da er Gegenstand eines symbolträchtigen politischen Streits zwischen der Stadt Bremen und Schweden wurde. Nach dem Ersten Bremisch-Schwedischen Krieg (1654) und dem Zweiten Bremisch-Schwedischen Krieg (1666) bildete die Lesum die Grenze zwischen dem bremischen Gebiet (am südlichen Ufer) und dem – mit Ausnahme von Vegesack – unter schwedischer Hoheit stehenden Herzogtum Bremen-Verden (am nördlichen Ufer). An welchem Ufer der Wal strandete ist nicht überliefert – beide Parteien behaupteten allerdings, dass das wertvolle Tier auf ihrer Seite des Flusses gefunden wurde. Ungeachtet dessen ergriffen Bremer Walfänger aus Vegesack als erste die Initiative, erlegten den Wal, brachten ihn nach Bremen, zerlegten ihn dort auf der Schweineweide und kochten Tran aus seinem Speck. Das Skelett des Wals wurde im Auftrag des Rates „zierlich wieder zusammengefügt“ und hing als Trophäe bis 1815 an der Balkendecke der Oberen Rathaushalle.
Im Zuge der Kontroverse um die Rechtmäßigkeit der Aneignung des Tieres musste Ratssyndicus Johann Wachmann zur Verhandlung mit den Schweden nach Stade reisen, wo die Stadt ihren Anspruch verteidigte und eine Herausgabe des Tieres oder Skelettes mit der Argumentation ablehnte „der Wallfisch hätte sich nach empfangenen ersten Schuss aus dem Gericht Leesum selbst nach bremischer Seite begeben und auf den Schlick geworfen, woselbst er a nostris gänzlich erschossen, occupirt und nach Bremen geliefert […].“ Diese Sichtweise findet sich auch im Bildaufbau wieder, in dem das Hohe Ufer im Hintergrund ein Verweis des Künstlers (oder der Auftraggeber) darauf ist, dass es sich bei der gegenüberliegenden Flussseite um das nördliche Lesumufer handelt, der Wal also auf bremischem Gebiet gestrandet ist und die Aneignung somit rechtmäßig war.

## Entstehung und Bedeutung

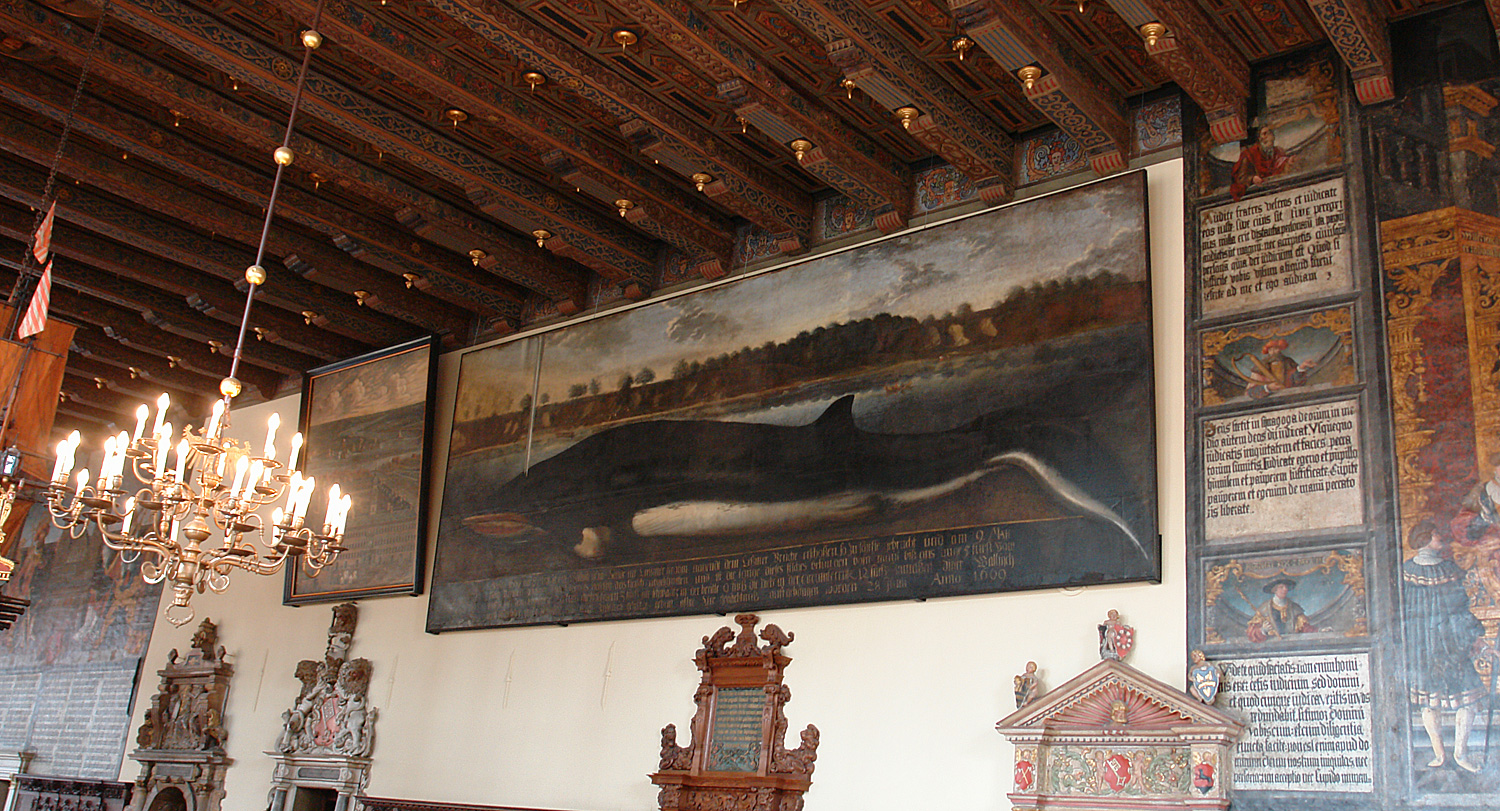
Das Große Walbild in der Oberen Rathaushalle im Jahr 2011

Unmittelbar nach dem Fund des Wales beauftragte der Rat der Stadt den angesehenen bremischen Maler Franz Wulfhagen, der Schüler bei Rembrandt gewesen war, ein Bild des Meerestieres „nach dem Leben“ zu malen. Für seine Arbeit erhielt er die hohe Summe von 95 Silbermark. Das Gemälde wurde an der Nordwand der Oberen Rathaushalle aufgehängt, wo es zwischen den Portalen zur Rhederkammer und zur Neuen Wittheitsstube mittig über dem Portal mit der Tafel von 1491 nahezu drei Jahrhunderte lang hing.
Als der Saal 1965 neu gestrichen wurde, kam das Große Walbild ins Magazin des Überseemuseums. Anlässlich der Ausstellung W(H)ALE in der Städtischen Galerie im Jahr 1992 wurde das Bild wieder aus dem Depot geholt. Dabei kamen Risse und Flecken in der Leinwand zu Tage, die eine konservatorische Bearbeitung des Gemäldes erforderlich machten. 1997 erfolgte daher eine eingehende Restaurierung in Kiel durch Markus Freitag. Anschließend wurde das Bild einige Jahre in der Abteilung für Walfang im Schifffahrtsmuseum Bremerhaven ausgestellt, bis es 2008 zurück ins Rathaus kam, wo sich Hans-Joachim Manske, Referatsleiter für Bildende Kunst, Denkmalpflege und Landesarchäologie, für seine Rückkehr eingesetzt hatte. In der Oberen Halle hängt es nun wieder am ursprünglichen Ort. Zur Befestigung des großformatigen Bildes mit Stahlseilen wurden im Dachstuhl des Rathauses eigens Winden installiert.
Auch wenn das Walbild keinen überragenden kunsthistorischen Wert hat, erlangte es doch (zusammen mit dem Walskelett) große kulturhistorische Bedeutung für Bremen und gilt als Sinnbild der erfolgreichen Behauptung der Stadt und ihrer Unabhängigkeit gegen seine mächtigen Nachbarn.